# إرنست بارتيز
إرنست بارتيز (بالفرنسية: Ernest Barthez)‏ هو طبيب فرنسي، ولد في 6 أغسطس 1811 في أربونة في فرنسا، وتوفي في 11 ديسمبر 1891 في باريس في فرنسا.